# Jacaranda macrantha
Jacaranda macrantha là một loài thực vật có hoa trong họ Chùm ớt. Loài này được Cham. mô tả khoa học đầu tiên năm 1832.